# 이언 라이트
이언 라이트(영어: Ian Wright, OBE, 1963년 11월 3일 ~ )는 영국의 축구 선수이다. 포지션은 공격수로, 아스널과 크리스털 팰리스에서 크게 활약했다.

## 여담
아들 브래들리 라이트필립스(Bradley Wright-Phillips)와 숀 라이트필립스 또한 축구 선수로 활동했었다.

## 수상

#### 크리스탈 팰리스
- 세컨드 디비전 플레이오프 : 1988-89
- 풀 멤버스 컵 : 1990-91

#### 아스날
- 프리미어리그 : 1997–98
- FA컵 : 1992–93, 1997–98
- 리그컵 : 1992–93
- UEFA 컵위너스컵 : 1993–94

#### 웨스트햄
- UEFA 인터토토컵 : 1999

### 개인
- PFA 올해의 팀 : 1988-89, 1992-93, 1996-97
- 퍼스트 디비전 득점왕 : 1991-92
- FA컵 득점왕 : 1992-93
- 리그컵 득점왕 : 1995-96
- UEFA 컵위너스컵 득점왕 : 1994-95
- BBC 시즌의 득점 : 1989–90
- 크리스탈 팰리스 시즌의 선수 : 1988–89
- 아스날 시즌의 선수 : 1991−92, 1992−93
- 발롱도르 후보 : 1995, 1997
- PFA 공로상 : 2023
- 크리스탈 팰리스 세기의 팀 : 2005
- 잉글랜드 축구 명예의 전당 : 2005
- 프리미어리그 명예의 전당 : 2022

#### 서훈
- 2000년 5등급 대영 제국 훈장(MBE) 수훈[2]
- 2023년 4등급 대영 제국 훈장(OBE) 수훈[1]